# Strähl
Strähl ist ein Schweizer Kriminalfilm von Regisseur Manuel Flurin Hendry aus dem Jahr 2004, gedreht in Zürich.

## Handlung
Der einsame und medikamentensüchtige Polizist Herbert Strähl, der sein eigenes Leben nicht im Griff hat, will in der berüchtigten Zürcher Langstrasse aufräumen. Mal für Mal beobachtet er, wie Berisha, ein „hohes Tier“ der albanischen Drogenmafia, im einschlägigen Gebiet aus seinem Wagen steigt. Obwohl er weiss, dass dieser Drahtzieher hinter allem steckt, kann Strähl ihn nicht verhaften, da er ihm – der den Stoff nie physisch bei sich trägt – nichts nachweisen könnte. Stattdessen kann Strähl immer nur die „kleinen Fische“ fangen: Fixer und Dealer der untersten Stufen. Strähl muss sich auch über Meinungsverschiedenheiten mit Arbeitskollegen ärgern, beispielsweise über den eher trägen, aber fleissig Bordelle besuchenden Ruedi Lautenschlager. Dann stösst auch noch ein neuer Kollege zum Team, Beat Schuppisser, ein ruhiger Polizist, der früher bei der Seepolizei angestellt war und der auf Strähl viel zu wenig abgebrüht wirkt.
Bei einer Hausdurchsuchung stürzt der Fixer René aus dem Fenster. Er behauptet auf der Polizeiwache, Strähl habe ihn gestossen. Strähls Vorgesetzter Brunner muss ihn vom Dienst suspendieren. Das Süchtigenpärchen erpresst nun Strähl: sie kaufen auf seine Kosten in einem Kiosk ein und füllen einen Totozettel aus. René verlangt von Strähl mindestens ein halbes Kilogramm Stoff, sonst wolle er seine Aussage nicht zurücknehmen.
Zeitweise versucht Strähl, von seinen Amphetaminen und Benzodiazepinen wegzukommen, und spült die Pillen die Toilette hinunter. Als er später einen Termin bei seinem Psychiater hat, reisst er aber kurzerhand dessen Rezeptzettel an sich, um in der Apotheke wieder eine Plastiktüte voller Medikamente zu besorgen.
Strähl erwischt den Kleindealer Beko, der vormals bei der Post gearbeitet hat, und bringt ihn zu dessen Mutter, die ihn immer noch für rechtschaffen hält. Er schliesst einen Pakt mit Beko: Mit dessen Hilfe sollen die höheren Dealer gefasst werden, dafür soll er selber auf freiem Fuss bleiben, und – als sei nichts geschehen – weiterhin seine Waren („Sugar, Cola“) auf der Strasse verkaufen.
Beko hat Strähl zum Drogenversteck in einem Abstellraum eines Kellers geführt, wo die Dealer der höheren Stufen Beko die Drogen zum Verkaufen bereitlegen. Strähl findet eine grössere Menge des illegalen Stoffs.
René gewinnt 120'000 Schweizer Franken im Fussball-Toto – dank eines Tipps, den ihm Strähl aufgedrängt hat. René beschliesst, mit den Drogen aufzuhören und wieder eine Fahrradwerkstatt zu eröffnen. Caro liest für ihn ein „Smarties-Orakel“, um seine Zukunft zu deuten.
Mit dem im Drogenversteck gefundenen Heroin will Strähl nun die Renés Forderung erfüllen. Gemeinsam mit diesem und Caro fährt er zum Polizeiposten, damit René seine Aussage zurücknimmt und somit Strähl entlastet. Bevor er in den Posten geht, gibt René Caro eine Smarties-Rolle. Als René lange wegbleibt und nicht mehr zurückkehrt, stürmt Strähl aufgeregt in den Posten und findet René tot auf der Toilette.
Strähl und Caro rauchen bei Strähl zuhause Heroin auf Alufolie, wobei es dem Erstkonsumenten Strähl übel wird. Plötzlich kommen Strähls Arbeitskollegen und finden das – in aller Eile im Aquarium versteckte – Pack Heroin. Beide Delinquenten werden im Wagen abgeführt, es gelingt Strähl jedoch, Caro die Tür zu öffnen, damit sie fliehen kann.
Die Smarties-Verpackung hat den zusammengerollten Toto-Gewinnerzettel enthalten. Caro will ihn einlösen, die Kioskfrau sagt aber, dass die Barauszahlung eines derart hohen Betrags nicht möglich sei. Caro fragt Beko, ob er innert einer Stunde jemanden finden könne, der einen Gewinnzettel im Wert von 120'000 Franken gegen Bargeld eintauschen kann. Bekos mafiöse Freunde sind bereit, für den Zettel 80'000 Franken zu bezahlen. Die verschiedenen Parteien treffen auf einem Platz zusammen, doch es kommt zu Auseinandersetzungen. Um die Situation zu entschärfen, entsichert Caro eine Handgranate.
Zuletzt gelingt es Strähl auch noch, den Drogenhändler-Boss Berisha zu verhaften, in dem er den – vermutlich nicht ganz ernstgemeinten – Tipp des Seepolizisten befolgt: Er jubelt Berisha eine grosse Menge konfiszierter Drogen unter.

## Auszeichnungen
- Nachwuchsdarstellerpreis beim Filmfestival Max Ophüls Preis 2004 für Johanna Bantzer
- Regiepreis beim Filmkunstfest Schwerin 2004 an Manuel Flurin Hendry
- Studio Hamburg Nachwuchspreis 2004, beste Regie, an Manuel Flurin Hendry
- Schweizer Filmpreis Bester Hauptdarsteller 2005 an Roeland Wiesnekker
- Schweizer Filmpreis – Beste Nebendarstellerin 2005 an Johanna Bantzer
- Schweizer Filmpreis – Spezialpreis der Jury 2005 an Filip Zumbrunn für Kamera und Licht in Strähl